# La solución final (película de 2001)
La solución final (título original: Conspiracy) es un telefilme dramático de 2001 que escenifica la Conferencia de Wannsee de 1942. Basada en el documento original que contiene la única transcripción que se conserva grabada de la reunión, esta producción profundiza en la psicología de los oficiales nazis involucrados en la consumación de la Solución final durante la Segunda Guerra Mundial.
La película, escrita por Loring Mandel y dirigida por Frank Pierson, está protagonizada por Kenneth Branagh, Stanley Tucci, Colin Firth y David Threlfall. Branagh ganó el Primetime Emmy al mejor actor principal, mientras que Tucci fue galardonado con un Globo de Oro al mejor actor de reparto.

## Argumento
El 20 de enero de 1942, un grupo de oficiales nazis se reunió en una mansión de Wannsee, un distrito rico situado a las afueras de Berlín, con el objetivo de establecer un método para convertir a Alemania así como a las zonas ocupadas de Polonia, Reichskommissariat Ostland, Checoslovaquia y Francia en territorios libres de judíos.
A cargo de presidir la reunión, Reinhard Heydrich, jefe de la Oficina Central de Seguridad del Reich, informa a los asistentes de que ha recibido instrucciones por parte del Reichsmarschall Hermann Göring para encontrar una «solución total a la cuestión judía.» Friedrich Wilhelm Kritzinger, por su parte, considera que la creación de la junta es inútil dado que el asunto ya está resuelto. Durante la reunión, Heydrich también anuncia que la política del gobierno experimentará cambios, de modo que pasará de estar enfocada en la emigración a orientarse hacia la «evacuación», y además se forzará a la Italia fascista a cooperar. El uso de indirectas por parte de muchos participantes suscita consternación; así pues, Heydrich propone una política genocida que se volverá más explícita a medida que avance el encuentro.
Los asistentes discuten sobre el programa de esterilización y las exenciones para los mestizos con uno o dos abuelos de origen no judío. El hecho de que Heydrich se muestre abierto a permitir la discusión de varias ideas contrapuestas da a entender que el destino final de los judíos no está decidido todavía. Sin embargo, según avanza la reunión, se hace evidente para los participantes que el objetivo de la misma no es formular políticas, sino recibir directrices de las SS. Heydrich anuncia un descanso, durante el que, tras elogiar a Stuckart, se lo lleva a un aparte para advertirle de las consecuencias que puede tener su actitud perseverante. Cuando se reanuda la reunión, Heydrich explica sin reservas los detalles del plan, que ya se habían diseñado antes de convocar la asamblea: el exterminio total de la población judía europea mediante el uso de cámaras de gas.
Adolf Eichmann, teniente coronel de las SS, revela en ese momento que estas han estado construyendo campos de exterminio en Belzec, Sobibor y Treblinka, y han organizado los preparativos para la Solución Final sin que los burócratas civiles alemanes se percataran de ello. Eichmann describe a continuación el procedimiento que se llevará a cabo: la gasificación de judíos en lugares como Auschwitz.
En el transcurso de la reunión y durante los descansos, los asistentes se plantean otras cuestiones, que no están directamente relacionadas con el plan de exterminio y que reflejan los intereses de sus respectivas áreas de trabajo, como por ejemplo los problemas que se derivarían de un brote de cólera y tifus en los superpoblados guetos de Polonia. Se anuncia otro descanso y esta vez es Kritzinger el que es apartado e intimidado por Heydrich. Es en ese momento cuando se da cuenta de que cualquier esperanza que albergara de asegurar unas condiciones de vida tolerables para esta población es poco realista. A cambio, Kritzinger le cuenta una historia aleccionadora sobre un hombre consumido hasta tal punto por el odio hacia su padre que su vida perdió todo el sentido cuando este murió. En una escena que se produce más adelante, Heydrich recordará estas palabras y las interpretará como una advertencia de que a ellos les espera un destino similar.
Heydrich reanuda la reunión para resumir los puntos más importantes de entre los que se han abordado. Además, les pide a los asistentes que de manera individual confirmen su aprobación así como su compromiso a apoyar la causa abiertamente. Tras dar instrucciones claras sobre el carácter confidencial de los acuerdos alcanzados en la reunión y transcritos en las actas, se levanta la sesión y los oficiales comienzan a marcharse. En ese momento, se hace una breve descripción del destino de cada uno de los participantes. La mayoría de ellos murieron durante la guerra o fueron detenidos inmediatamente después; a dos de ellos, Josef Bühler y Karl Eberhard Schongharth, se les condenó en los Juicios de Núremberg a morir ejecutados, y los demás fueron absueltos, lo que les permitió vivir una vida apacible en la Alemania Occidental de la posguerra. Heydrich fue asesinado por unos partisanos checoslovacos debido a su despiadado gobierno en Bohemia y Moravia menos de seis meses después, mientras que Eichmann huyó a Buenos Aires, pero sería capturado, juzgado y condenado a muerte por Israel en la década de 1960. La película termina con una escena en la que la mansión se muestra ordenada y todos los registros destruidos, como si la reunión nunca hubiera tenido lugar. El último documento anterior a los créditos revela que la copia de Lutero de los informes de Wannsee, recuperada por el ejército estadounidense de los archivos del Ministerio Federal de Asuntos Exteriores alemán en 1947, fue el único registro del discurso que se conservó.

## Reparto
- Kennet Branagh como SS-jefe de grupo Reinhard Heydrich: dirigente de la Oficina Central de Seguridad del Reich (RSHA) y diputado protector del Reich de Bohemia y Moravia.
- Stanley Tucci como teniente general de la SS Adolf Eichmann: líder de RSHA IV B4.
- Colin Firth como jefe de brigada de la SS Dr. Wilhelm Stuckart: secretario de estado, Ministerio de Interior del Reich.
- Ian McNeice como líder supremo de la SS Dr. Gerhard Klopfer: secretario de estado, Cancillería del NSDAP.
- Kevin McNally como Martín Lutero: subsecretario y enlace con las SS, Ministerio de Asuntos Exteriores.
- David Threlfall como director ministerial Friedrich Wilhelm Kritzinger: jefe adjunto, Cancillería del Reich.
- Ewan Steward como Dr. Georg Leibbrandt: jefe del departamento político, Ministerio del Reich para los Territorios Ocupados del Este.
- Brian Pettifer como Gauleiter Dr. Alfred Meyer: viceministro del Reich, Ministerio del Reich para los Territorios Orientales Ocupados.
- Nicholas Woodeson como caudillo de la SS Otto Hofmann: jefe de la Oficina de Raza y Asentamiento de las SS.
- Jonathan Coy como soldado de asalto de la SS Erich Neumann: director de la Oficina del Plan Cuatrienal.
- Brendan Coyle como líder de la SS Heinrich Müller: jefe del departamento IV de la RSHA (la Gestapo).
- Ben Daniels como Dr. Josef Bühler: secretario de estado del Gobierno General de la Polonia ocupada.
- Barnaby Kay como militar de asalto de la SS Dr. Rudolf Lange: comandante del servicio de inteligencia en Letonia.
- Owen Teale como Dr. Roland Freisler: secretario de estado, Ministerio Federal de Justicia del Reich.
- Peter Sullivan como máximo dirigente de la SS Dr. Karl Eberhard Schöngarth: oficial del SD asignado al gobierno general.

Otros miembros:
- Tom Hiddleston, en uno de sus primeros papeles cinematográficos, aparece brevemente al comienzo y termina como telefonista.
- Ross O’Hennessy como oficial de las SS a cargo del edificio.

## Recepción

### Recepción crítica
La solución final cuenta con una aprobación del 100% de siete críticas en Rotten Tomatoes.

James Rampton elogió la película en The Independent:
«Proyectada con motivo de la participación de la BBC en la conmemoración del Día de la Memoria del Holocausto, la película de Frank Pierson enfatiza la antigua máxima de que el mal prospera cuando los hombres buenos no hacen nada.» — James Rampton
La Sociedad de Cine de Austin, impresionada, redactó una extensa reseña del telefilme además de proporcionar detalles sobre su realización.

### Premios y nominaciones
| Año  | Premio                                       | Categoría                                                               | Nominado/a                                                                               | Result    | Ref.   |
| 2001 | Premio Artios                                | Mejor casting a película de la semana                                   | Linda Lowy                                                                               | Nominada  | [ 4 ]  |
| 2001 | Premios Online Film & Television Association | Mejor telefilme                                                         | Mejor telefilme                                                                          | Nominada  | [ 5 ]  |
| 2001 | Premios Online Film & Television Association | Mejor actor de reparto en una película o miniserie                      | Stanley Tucci                                                                            | Nominado  | [ 5 ]  |
| 2001 | Premios Online Film & Television Association | Mejor montaje en una película o miniserie                               | Mejor montaje en una película o miniserie                                                | Nominada  | [ 5 ]  |
| 2001 | Premios Online Film & Television Association | Mejor secuencia de títulos de crédito en una película o miniserie       | Mejor secuencia de títulos de crédito en una película o miniserie                        | Nominada  | [ 5 ]  |
| 2001 | Premios Peabody                              | Premios Peabody                                                         | HBO Films en asociación con la BBC                                                       | Ganadora  | [ 6 ]  |
| 2001 | Premios Primetime Emmy                       | Mejor telefilme                                                         | Frank Doelger, Frank Pierson, David M. Thompson, Peter Zinner, and Nick Gillott          | Nominados | [ 7 ]  |
| 2001 | Premios Primetime Emmy                       | Mejor actor principal en una miniserie o película                       | Kenneth Branagh                                                                          | Ganador   | [ 7 ]  |
| 2001 | Premios Primetime Emmy                       | Mejor actor de reparto en una miniserie o película                      | Colin Firth                                                                              | Nominado  | [ 7 ]  |
| 2001 | Premios Primetime Emmy                       | Mejor actor de reparto en una miniserie o película                      | Stanley Tucci                                                                            | Nominado  | [ 7 ]  |
| 2001 | Premios Primetime Emmy                       | Mejor dirección en una miniserie o película                             | Frank Pierson                                                                            | Nominado  | [ 7 ]  |
| 2001 | Premios Primetime Emmy                       | Mejor guion en una miniserie o película                                 | Loring Mandel                                                                            | Ganadora  | [ 7 ]  |
| 2001 | Premios Primetime Emmy                       | Mejor fotografía en una miniserie o telefilme                           | Stephen Goldblatt                                                                        | Nominado  | [ 7 ]  |
| 2001 | Premios Primetime Emmy                       | Mejor montaje en una miniserie, telefilme o especial monocámara         | Peter Zinner                                                                             | Nominado  | [ 7 ]  |
| 2001 | Premios Primetime Emmy                       | Mejor mezcla de sonido en una miniserie, película o especial monocámara | Peter Glossop, John Hayward, Richard Pryke, and Kevin Tayler                             | Nominados | [ 7 ]  |
| 2001 | Premios Primetime Emmy                       | Mejor edición de sonido en una miniserie, película o especial           | Christopher Ackland, Gillian Dodders, Alan Paley, Felicity Cottrell, and Jason Swanscott | Nominados | [ 7 ]  |
| 2002 | Premios American Film Institute              | Telefilme o miniserie del año                                           | Telefilme o miniserie del año                                                            | Nominada  | [ 8 ]  |
| 2002 | Premios American Film Institute              | Actor del año - Telefilme o miniserie                                   | Kenneth Branagh                                                                          | Nominado  | [ 8 ]  |
| 2002 | Premios del Sindicato de Directores          | Mejor dirección de telefilme o miniserie                                | Frank Pierson                                                                            | Ganador   | [ 9 ]  |
| 2002 | Premios Globo de Oro                         | Mejor miniserie o telefilme                                             | Mejor miniserie o telefilme                                                              | Nominada  | [ 10 ] |
| 2002 | Premios Globo de Oro                         | Mejor actor en una miniserie o telefilme                                | Kenneth Branagh                                                                          | Nominado  | [ 10 ] |
| 2002 | Premios Globo de Oro                         | Mejor actor de reparto en una miniserie o telefilme                     | Stanley Tucci                                                                            | Ganador   | [ 10 ] |
| 2002 | Premios Satellite                            | Mejor telefilme                                                         | Mejor telefilme                                                                          | Nominada  | [ 11 ] |
| 2002 | Premios Satellite                            | Mejor actor de reparto en una miniserie o telefilme                     | Colin Firth                                                                              | Nominado  | [ 11 ] |
| 2002 | Premios Satellite                            | Mejor actor de reparto en una miniserie o telefilme                     | Stanley Tucci                                                                            | Nominado  | [ 11 ] |
| 2002 | Premios Writers Guild of America             | Largometraje original                                                   | Loring Mandel                                                                            | Ganadora  | [ 12 ] |
| 2003 | Premios British Academy Television           | Mejor película dramática                                                | Mejor película dramática                                                                 | Ganadora  | [ 13 ] |
| 2003 | Premios British Academy Television           | Mejor actor                                                             | Kenneth Branagh                                                                          | Nominado  | [ 13 ] |